# Clematis ibarensis
Clematis ibarensis är en ranunkelväxtart. Clematis ibarensis ingår i släktet klematisar, och familjen ranunkelväxter.

## Underarter
Arten delas in i följande underarter:
- C. i. edentata
- C. i. ibarensis